# Lineární nerovnice
Lineární nerovnice se řeší podobně jako lineární rovnice jen s tou výjimkou, že pokud vynásobíme nebo vydělíme rovnici záporným číslem, musíme zaměnit znaménko na opačnou stranu.
Lineární nerovnice má tvar ax > 0 či ax < 0, ax ≤ 0 nebo ax ≥ 0.